# シェッフェの方法
統計学において、シェッフェの方法（シェッフェのほうほう、英: Scheffé's method）は、多重比較を構成するために線形回帰分析における有意水準を調節するための方法である。名称はアメリカの統計学者ヘンリー・シェッフェに因む。（回帰分析の特殊な場合である）分散分析や基底関数を含む複数の回帰に対する信頼帯を同時に構築する時に特に有用である。
シェッフェの方法は一段階の多重比較手順であり、テューキー＝クレーマー法によって考慮される一対比較における差だけではなく、要素レベルの平均間の可能な全ての対比（contrast）の一連の推定値に適用される。

## 方法
μ1, ..., μrをr個の互いに素な集団における一部の変数の平均とする。
任意の対比は以下の式で定義される（{\displaystyle \sum _{i=1}^{r}c_{i}=0.}）。
{\displaystyle C=\sum _{i=1}^{r}c_{i}\mu _{i}}
もし、μ1, ..., μrが全て互いに等しいとすると、これらの間の全ての対比は 0となる。そうでなければ、一部の対比が 0ではなくなる。
技術的には、非常に多くの対比がある。要素レベルのサンプルサイズが等しくても等しくなくても、同時信頼係数は厳密に1 − αである。大抵は有限の数の比較にのみ興味がある。この場合、シェッフェの方法は通常非常に保守的であり、実験あたりの誤り率は一般的にαよりもかなり小さくなる。
Cは以下の式で推定される。
{\displaystyle {\hat {C}}=\sum _{i=1}^{r}c_{i}{\bar {Y}}_{i}}
推定分散は以下の式で与えられる。
{\displaystyle s_{\hat {C}}^{2}={\hat {\sigma }}_{e}^{2}\sum _{i=1}^{r}{\frac {c_{i}^{2}}{n_{i}}},}
上式において
- niはi番目の母集団から取られた標本のサイズ
- {\displaystyle {\hat {\sigma }}_{e}^{2}}は誤差の推定分散

である。
この種の全ての信頼限界
{\displaystyle {\hat {C}}\pm \,s_{\hat {C}}{\sqrt {\left(r-1\right)F_{\alpha ;r-1;N-r}}}}
が同時に正しい確率は1-αとなる。

## テューキー＝クレーマー法との比較
一対比較のみを行うとすると、テューキー＝クレーマー法はより狭い信頼限界を与えるため、好ましい。多くのあるいは全ての対比に興味がある一般的な場合、シェッフェの方法はより狭い信頼限界を与える傾向があり、ゆえに好ましい方法である。